# Maoris (îles Cook)
Pour les articles homonymes, voir Maori.
Les Maoris des îles Cook (en maori des îles Cook : māori, /maːori/) sont les populations polynésiennes originaires ou vivant aux îles Cook.

## Désignations identitaires et étymologie
"Maori", "Cook Islander", "Cook Islands Maori", "Kuki Airani", "Maori Kuki Airani" voire "Maori o te Kuki Airani" sont les divers ethnonymes utilisés par les Maoris des îles Cook pour s’auto-désigner. Ceux-ci varient en fonction des circonstances ou des interlocuteurs. Dans l’archipel lui-même, la majorité des personnes utilisent simplement le terme Maori ou une désignation faisant référence à son île d’origine (Rarotongien, Mangaian, Atiu/Atiuan, Tongarévien…). Les expatriés de Nouvelle-Zélande ou d’ailleurs dans le monde privilégieront quant à eux les appellations Kuki Airani, Cook Islander, Cook Islands Maori… afin de se distinguer et éviter toute confusion avec les Maoris de Nouvelle-Zélande. Certains vont même jusqu’à éluder le « s » final de Cook Island(s), dans le but de souligner leur identité commune et ce quelle que soit son île d’origine.
De même que pour les termes Ma’ohi, Maoli ou Maori en Nouvelle-Zélande, l’étymologie de Maori reste pour les îles Cook incertaine, chacun en donnant sa propre version ou sa propre interprétation. Ce qui est sûr, est que son usage aux îles Cook en tant qu’ethnonyme est ancien et il est peu probable comme cela a pu être suggéré qu’il s’agisse d’un emprunt par mimétisme aux Maori de Nouvelle-Zélande. Le terme se retrouve par exemple dans la grammaire bilingue du Révérend Aaron Buzacott publiée en 1854 dans un chapitre consacré à l’article grammatical avec le sens d’indigène, d’autochtone. Ce sens d'indigène, autochtone, local est du reste celui que l’on retrouve dans la plupart des dictionnaires, que cela soit celui de Jasper Buse et Raututi Taringa ou celui de Stephen Savage.
Une question qui se pose est de savoir si "maori" au sens d'autochtone ou indigène ne s’applique que dans le cadre polynésien ou s’il prend un sens plus générique. Cette deuxième hypothèse est celle proposée dans la définition du glossaire de l’ouvrage collectif intitulé «Akono'anga Maori : Cook Islands culture». Ainsi en suivant cette même logique un "indigène français", serait un  "maori Varaini"; un "indigène britannique", un "maori Peritane"; un "indigène allemand", un "maori Taramani"; un Amérindien, un "maori Marike" etc.
Toutefois le terme ne s’applique pas qu’aux individus mais également aux plantes, aux animaux… par exemple dans les termes "tiare maori" (Gardenia taitensis) ; "‘Ava‘ava maori", pour le tabac planté localement ; "kava maori" pour la plante de kava (Piper methysticum) ou tout alcool fabriqué sur place (bush beer...) par opposition au "kava papa’a", l’alcool importé. Il existe aussi quelques variantes sémantiques, comme dans l’expression "vai maori" pour désigner l’eau douce ou consommable par opposition à "vai miti", c'est-à-dire l’eau de mer, l’eau salée.

## Démographie
On dénombre aujourd’hui environ 110 000 Maoris des îles Cook de par le monde, dont plus de 80 % vivent de façon permanente en dehors des îles Cook.

### Aux îles Cook (i te basileia)
La dépopulation croissante de l’archipel est devenue depuis une vingtaine d’années, une des préoccupations politique et sociale majeures du pays. Toutes les îles ne sont néanmoins pas touchées de la même manière. Rarotonga, où l’accès à l’emploi est plus facile, est ainsi plus épargnée que les autres îles avec au recensement de 2006 une population de 14 153 habitants, soit une progression de 16 % par rapport à 2001. De même Aitutaki, a vu sur la même période sa population progresser d’environ 12 %. À l’inverse les autres îles continuent de se dépeupler de façon dramatique.

### L’émigration en Nouvelle-Zélande (te tere ki Aotearoa)
Avec 58 011 individus, la communauté Kuki Airani installée en Nouvelle-Zélande est de loin la plus nombreuse. Elle y représente du reste, le troisième groupe d’origine polynésienne le plus important après les Maori de Nouvelle-Zélande et les Samoans. Majoritairement installés dans la banlieue sud d’Auckland (Mangere), la région de Wellington (Porirua) ou de Hawke's Bay, il s’agit d’une population particulièrement jeune avec un âge médian de 18,9 ans.
L’émigration Kuki Airani en Nouvelle-Zélande est relativement ancienne. Elle a débuté dès la fin de la Première Guerre mondiale. Sur les 500 Maoris des îles Cook qui s’engagèrent au sein des troupes de l’ANZAC, une cinquantaine décida de rester sur place une fois le conflit terminé. Dans les années 1920 et 30, d’autres insulaires des Cook vinrent en Nouvelle-Zélande pour y faire leurs études ou s’y faire soigner. Certains d’entre eux s’y installèrent de façon permanente. En 1936, on dénombrait 103 Maoris des îles Cook vivant en Nouvelle-Zélande. Une nouvelle vague migratoire eut lieu durant la Seconde Guerre mondiale. Il s’agissait alors majoritairement de jeunes femmes s’embarquant à bord des deux navires faisant la navette entre Rarotonga et Auckland, le Maui Pomare et la Matua pour travailler dans les usines ou comme domestiques pour les riches familles néo-zélandaises. Les hommes quant à eux privilégiaient généralement l’émigration vers les mines de phosphate de l’île de Makatea. Après guerre, le flux migratoire s’accéléra, souvent favorisé par le gouvernement néo-zélandais lui-même. En 1961, celui-ci mit par exemple en place un plan d’incitation pour les jeunes hommes de l’île d’Aitutaki à venir travailler comme ouvrier agricole. Peu à peu, cette émigration du travail se transforma en émigration familiale, un nombre croissant des premiers migrants faisant venir au bout de quelques mois ou de quelques années, leur famille restée dans l’archipel. D’autres finirent par se marier à des Néo-Zélandais(e), qu’ils soient Maori ou Pakeha, ou à d’autres insulaires du Pacifique. Parallèlement le nombre de Maori originaires des îles Cook nés en Nouvelle-Zélande s’accrut. 

Avec l’ouverture de l’aéroport international de Rarotonga en 1973, le flux progressa encore, facilité par le fait qu’outre l’indépendance associée de 1965, les insulaires des îles Cook ont pu conserver une citoyenneté néo-zélandaise. En 1976, leur nombre s’élevait à 12 223. Depuis cette date, le flux varie en fonction des aléas économique de l’archipel. La grave crise financière du milieu des années 1990, provoqua ainsi une nouvelle vague migratoire, bien que la Nouvelle-Zélande ne soit désormais plus la seule destination des candidats à l’émigration.

### L’émigration en Australie (te tere ki Ozi)
Deuxième communauté maorie des îles Cook ultra-marine, leur nombre est estimé à 30 000. Il s’agit d’une émigration plus récente qui n’est apparue qu’à partir des années 1970. Il s’agit le plus souvent d’une émigration non pas directement des îles Cook mais d’insulaires vivant déjà en Nouvelle-Zélande, puisqu’il existe un accord de libre circulation des personnes entre les deux pays. Néanmoins, l’immigration en provenance directe de l’archipel a tendance à progresser depuis quelques années. Jusqu’aux années 1980, les destinations privilégiées de ces migrants étaient pour l’essentiel Melbourne et Sydney. Toutefois, le Queensland attire de plus en plus, y compris ceux déjà installés en Australie. Si la plupart d’entre eux ont conservé la nationalité néo-zélandaise, un nombre croissant a décidé d’opter pour la citoyenneté australienne. Ils seraient environ un peu plus de 3000 à avoir fait ce choix.

### L’émigration en Polynésie française (Te tere ki Tahiti Nui)
S'ils ne sont que 500 à se déclarer Maoris des îles Cook, le nombre des Tahitiens ayant au moins un parent, un grand-parent ou un ancêtre originaire des Cook est bien plus important bien que plus difficilement chiffrable. Le ministère de la culture de Polynésie française évoque le nombre de 7000. Certains d’entre eux ont pu conserver une double nationalité franco-néo-zélandaise. C’est par exemple le cas d’Oscar Temaru dont la mère était originaire de l’île d’Atiu.
Il s’agit d’une émigration ancienne débutée dans les années 1864. C’est en effet à partir de cette date qu’un certain nombre soit 94 hommes des îles Cook, vinrent travailler dans la plantation de canne à sucre de John Brander. La plantation de John Brander est à Mahina, il a constitué ce domaine agricole de 1869 à 1872 où l'on cultivait en particulier la canne à sucre par acquisition et par location emphytéotique auprès de l'ancien chef de district TARIRIRAIA VEHIATUA. Ces gens ont décidé d'acquérir les terres Teiriiri et Tehoa sises dans le district de Pare quartier de Patutoa, près de Papeete  dont  le Propriétaire est TEREMOEMOE. Le prix proposé pour ces terres est de $ 360,00 Chilean. Les personnes qui ont contribué à l'achat de Patutoa sont : ILE ATIU PUTE, TAURANGA, PAULO, HOSEA, ILE MAUKE IEREMIA, TEARIKIOU, TEARIKIAUA, RAVUA, ILE DE MITIARO, VAAKEA, ($ 40,00 par personne). Pour une raison ou une autre, les terres de Patutoa ont été placées sous la tutelle des trois chefferies, les Ngati PARUARANGI, les Ngati TE AKATAUIRA, les Ngati NURAU se partagent les îles d'Atiu, Mauke, Mitiaro et Takutea désignées sous l'appellation générique de NGAPUTORU. La raison de cette sécurité est dans le cas où l'un des acheteurs décide de vendre sa part. Entre 1900 et 1909, 44 personnes ont émigré à Patutoa dont 19 Atiu, 21 Mauke, 4 Mitiaro.
Une seconde vague migratoire eut lieu à partir du début des années 1940 pour cette fois-ci travailler dans les mines de phosphate de l’île de Makatea. Il s’agissait alors d’une migration majoritairement masculine, bien que certains amenèrent avec eux femme et enfants au moins jusqu’en 1946. Après cette date, cela leur fut interdit.
Il n’existe à notre connaissance aucune étude précise sur ces quelque 1500 insulaires des Cook qui ont travaillé pour la CFPO (Compagnie Française des Phosphates d’Océanie) à Makatea entre 1944 et 1960. Ron Crocombe évoque rapidement en 1962 la motivation de ceux qu’il a rencontrés.
« Les gens des Iles Cook étaient attirés par le travail à Makatea pour deux raisons principales. La première était le désir de voyager et d’acquérir de l’expérience. Dans ces îles, un prestige certain s’attache au fait d‘avoir voyagé et un homme qui n’a pas quitté son île n’a pas une réelle importance dans son groupe. Il est particulièrement bien vu d’être allé en dehors de l’archipel et les deux endroits où l’on pense qu’il faut être allé sont Tahiti et la Nouvelle-Zélande. La seconde raison était la possibilité non seulement de gagner de l’argent mais d’en épargner dans un but déterminé. Presque chaque homme que j’ai connu avait en tête un projet qu’il espérait accomplir grâce à l’argent acquis à Makatea. Le plus courant était de construire une maison en matériaux européens, c’est-à-dire en bois et en fer. Pour d’autres, c’était d’acheter une bicyclette (très courant), d’économiser de l’argent pour un mariage si l’on venait d’une « grosse » famille qui se devait de faire une grande cérémonie, d’acheter des meubles, d’ouvrir un petit commerce ou d’avoir de quoi se payer le voyage en Nouvelle-Zélande. La raison de vouloir aller en Nouvelle-Zélande étant les salaires très élevés et le fait de travailler « librement » et non sur un contrat d’engagement. En partant, ils n’avaient l’intention de ne rester qu’un an, mais beaucoup trouvaient que l’argent mis de côté n’était pas suffisant pour réaliser leur objectif aussi s’engageaient-ils pour un second ou un troisième contrat. D’autres revinrent à Makatea tout simplement parce qu’ils s’y plaisaient. Certains appréciaient que les boissons alcooliques y fussent plus librement accessibles qu’aux Iles Cook, d’autres avaient le sentiment que les conditions de vie y étaient meilleures que celles qu’ils auraient pu avoir aux Cook. Dans les années du début, une proportion considérable de l’argent économisé était employé à ramener chez soi des guitares, des bicyclettes, des coffres en camphrier, des vêtements, etc. La plupart ramenaient aussi des cadeaux de vêtements et autres choses pour leurs proches. Ce n’est qu’un petit nombre qui achetait du fer et des tôles pour leurs futures constructions, et seulement une petite proportion de ceux qui à leur départ avaient l’intention de bâtir de nouvelles maisons quand ils reviendraient. La majorité de ceux qui voulaient construire devaient aller à Makatea et y rester plusieurs années, achetant quelques tôles la première année, du bois la seconde, du ciment la suivante ou quelque chose comme cela. Naturellement, quelques-uns mangeaient et buvaient leur argent à leur retour et d’autres étaient contraints de dépenser en cérémonies de mariage ou de funérailles de parents ou de pourvoir au voyage de parents vers d’autres îles, y compris d’envoyer leurs enfants dans des écoles de Rarotonga qui sont d’un niveau supérieur à celui des îles plus extérieures. »
Ces travailleurs furent confrontés à des conditions de travail souvent difficiles et ce pour un maigre salaire bien que nourris et logés. En avril 1945, certains d’entre eux de retour à Rarotonga s'en plaignirent aux Ariki. La CIPA (Cook Islands Progressive Association) d'Albert Royle Henry créée depuis peu s’empara également de l’affaire dénonçant le « scandale Makatea » et comparant la situation de ces expatriés à celle des victimes du blackbirding au XIXe siècle. Cela permit de renégocier les salaires qui passèrent de 350 à 1125 XPF (Franc Pacifique) entre 1944 et 1946 avant d'atteindre les 1998 XPF en 1954.
Cette émigration s’arrêta au milieu des années 1960 avec la fin de l’extraction du phosphate. Si la plupart des Maoris rentrèrent aux îles Cook une fois leur contrat arrivé à échéance, certains s’installèrent définitivement à Tahiti, après avoir épousé une Tahitienne ou un Tahitien.

### Dans le reste du monde (ki te ao toe)
Estimé à environ 200 en Amérique du Nord, majoritairement à Hawaï et dans une moindre mesure le Canada ou les États-Unis (mainland), cette migration est généralement motivée pour des raisons économiques, religieuses ou éducatives. C’est ainsi qu’un certain nombre d’insulaires obtient chaque année des bourses d’études au centre de Hilo de l’Université mormone de Brigham Young. La centaine de Maoris présents aux Fidji sont également pour la majorité d’entre eux étudiants à l’Université du Pacifique Sud. Enfin quelques dizaines vivent en Europe, principalement au Royaume-Uni.

## Culture (akono’anga māori)
Linguistiquement et culturellement proches de leurs voisins Tahitiens et des Maoris de Nouvelle-Zélande, les Maoris des îles Cook ont néanmoins su développer une culture originale propre à l'archipel, le "akono'anga māori" ou "peu māori".

### La danse (te 'ura)
La danse ('ura) constitue un élément important de la culture maori des îles Cook. Longtemps bannie par les missionnaires en raison de son caractère lascif et de la nudité des danseurs, elle a connu depuis un demi-siècle un renouveau s'appuyant à la fois sur la tradition tout en y intégrant des éléments contemporains.
Jusqu'aux années 1960, il était encore considéré comme impudique de dévoiler leur nombril pour les femmes qui exécutaient leurs performances en robes mission. C'est à cette date que John Frisbie, un danseur de Pukapuka ayant vécu dans les années 1950 à Hawaï, introduisit dans l'archipel la jupe hula faite d'écorce de purau et portée bas sur les hanches, ainsi que l'idée de cacher la poitrine par deux moitiés de noix de coco évidées. 

Ces danses des îles Cook ont beaucoup d'éléments communs avec celles de Tahiti, bien que chacune ont leurs spécificités. De la même manière chaque île de l'archipel aura ses propres particularités. 

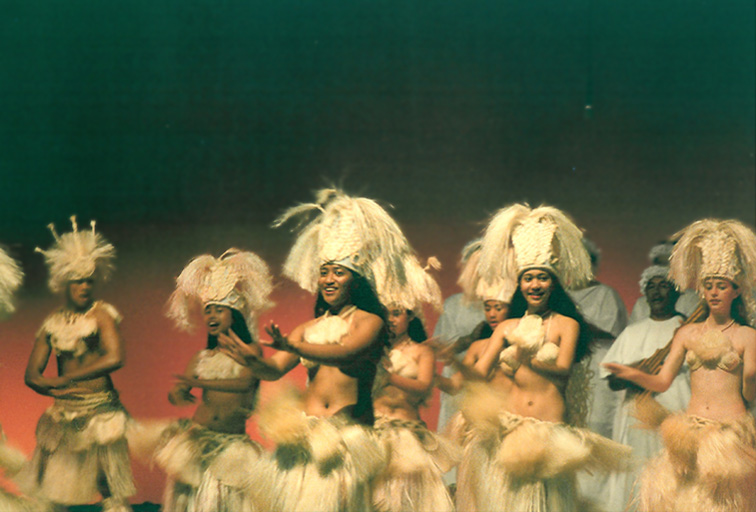
Un "'ura pau" exécuté au National Auditorium (te are karioi sans doute durant les célébrations de la Constitution).

Plusieurs types de danses sont généralement distingués :
- Le kapa rima (litt. "baiser des mains") met l'accent comme son nom l'indique sur le mouvement des bras et des mains. Pratiqué en solo ou en groupe, il est d'un tempo relativement lent et accompagné de chants à la thématique romantique[14].
- Le  'ura pau (littéralement "danse du tambour") se caractérise par un tempo beaucoup plus rapide et une chorégraphie s'appuyant sur le mouvement des hanches pour les filles et des jambes pour les garçons. À Manihiki, le  'ura pau est appelé  hupahupa, l'accent étant mis plus encore sur le dynamisme rythmique et des spécificités gestuelles (bonds sur un pied, roulades sur le sol…).
- Le 'ura piani ou danse de l'harmonica serait originaire de Tahiti s'inspirant des danses des marins européens qui débarquèrent dans ces îles à partir du XVIIIe siècle.
- Le ute est à la fois un type de danse et de chant à la chorégraphie comme aux paroles plus ou moins improvisées. Les hommes se tiennent généralement derrière les femmes assises en demi-cercle, chacun improvisant sa propre gestuelle[15].